# Tulevieja

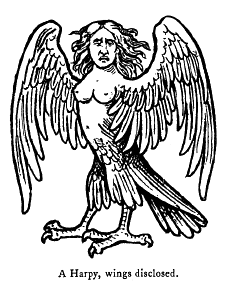
La Tulevieja en algunas versiones se describe como una harpía con los senos descubiertos.

La Tulevieja o Tulivieja es un personaje legendario de Costa Rica y Panamá, el cual es descrito como un fantasma femenino que, cubierto por una especie de sombrero llamado tule (con forma de plátano) y con los senos hinchados y erectos (unas veces chorreando leche, según la versión), se transformaría en un monstruo que va errante por los diferentes caminos y despoblados.

## Descripción
En la mayoría de las versiones, la Tulevieja es descrita como una mujer baja de estatura, de contextura gruesa, que porta un sombrero de alas caídas (un tule viejo y arrugado), mal vestida y con el cabello enmarañado, la cual generalmente se presenta con el pecho desnudo, mostrando dos enormes senos mamarios tan cargados de leche materna, que ésta se desborda, por lo que es frecuente que detrás de la criatura se observen gran cantidad de hormigas de todo tipo que vienen siguiendo el rastro de leche.
También es común que se le describa como híbrido de mujer y pájaro (parecida a una harpía): tendría alas poderosas, a veces de ave y a veces de murciélago (según la versión), pero lo más característico serían sus patas y garras de águila o gavilán, en lugar de piernas, que dejan huellas invertidas, de modo que no pueda ser seguida. Se alimentaría de carbones y cenizas, por lo que sería frecuente encontrar sus huellas en fogatas recién apagadas.
Las motivaciones de la Tulevieja para aparecer varían según la versión de la leyenda: en el sincretismo del cuento con la historia de La Llorona, su alma condenada recorrería los ríos llorando la pérdida del hijo que rechazó, con los dolorosos senos rebosantes de leche siempre listos para alimentar al bebé que nunca encontrará. En esta parte de la leyenda, la Tulevieja alimentaría a cualquier bebé que encontrará en su camino, y sería la razón por la que se apareciera en los poblados rurales, atraída por el llanto de los recién nacidos o el aullido de los perros, que confunde con el hijo extraviado. Al día siguiente de su visita, se encontraría el rastro de hormigas alimentándose de los restos de leche materna desperdigados por el pueblo, así como las huellas de las patas invertidas. En esta parte de la historia, la visita de la Tulevieja a un hogar donde habitase un recién nacido sería muy peligrosa, porque es probable que el monstruo robe al niño creyendo que es el suyo.
Más alejada de su encarnación como alma en pena, estaría también su función como espíritu vengador femenino, castigando a los hombres lujuriosos - figura del irresponsable padre de su hijo -, los cuales, atraídos por sus voluminosos pechos, la invitarían a bailar, solo para encontrar la muerte desgarrados entre las zarpas del monstruo. La única forma de salvarse de ella, una vez dado el encuentro, sería rezando la oración del "Alabado sea el Santísimo", lo que la haría alzar el vuelo desapareciendo rumbo al sol. En la leyenda indígena, no obstante, la única forma de defenderse de la criatura era mediante la utilización de unos bejucos hechos de tule benditos por el dios Sibú, que tenían el poder de atar a la Tulevieja.

## Origen del mito
El origen del nombre tiene que ver con la toca: Tulevieja, un tule viejo o una vieja con tule (el significado del nombre varía según la versión de la leyenda). El tule, un sombrero artesanal hecho de paja, puntiagudo, calado hasta los ojos, generalmente renegrido por las manchas de plátano o de café, era utilizado por las mujeres campesinas para librarse del sol o la lluvia, y también de los insectos, especialmente de las avispas que suelen enredarse en el pelo. El nombre de tule es una palabra de lengua mesoamericana que se refiere a especies de juncos o bejucos. Tanto en el mito bribri como en versiones más recientes de la leyenda, el bejuco de tule se constituía en una defensa contra el poder del monstruo (llamado el bejuco de Sibú o de Yazú, según la versión). Existe la posibilidad de que, tanto el tule del que estaba hecho el sombrero como el bejuco usado para defenderse de la Tulevieja, se refiriera al que se hace con la hoja o con fibras del árbol del tule, planta propia de México y algunas regiones de Guatemala. Sin embargo, lo más probable es que el tule puede referirse a la espiga de agua, un bejuco endémico de toda América, que se encuentra sobre todo en la costa pacífica de Centroamérica. Al fin y al cabo, la importancia del tule en el cuento de la Tulevieja radicaba en el característico sombrero de este nombre, el cual podía ser manufacturado con cualquier tipo de planta utilizada en la cestería típica  centroamericana.
La Tulevieja como tal, es un ser del inframundo que ya se menciona en la mitología bribri (cuyos asentamientos se hallarían en el territorio de Talamanca, en la frontera entre Costa Rica y Panamá, de allí que el mito sea compartido por ambos países), y se trata de un mito compartido igualmente por los huetares y cabécares. El origen del cuento se remontaría a la adaptación de la cosmogonía indígena por parte de la tradición oral de los colonizadores españoles. En la cosmovisión indígena, la Tulevieja es un ser que se asocia a los montes oscuros y enmarañados, los abismos de las montañas, lluvias y vientos fuertes, y las cataratas de los ríos. En el suwoh o tradición oral de los bribris, el nombre original de la Tulevieja sería Itsa' o Itso', y su historia sería una amalgama entre las leyendas de la misma Tulevieja y la Llorona.
En las versiones más recientes del cuento, la Tulevieja aparece con detalles que la asemejan a la Esfinge o a las sirenas griegas: cabellera indefinible, pechos erectos, armoniosos brazos, patas y garras de ave en lugar de piernas y alas cortas, e inclusive, invitando a bailar a sus víctimas como una versión decadente de los acertijos de la Esfinge de la mitología griega o con el canto de las sirenas, para finalmente devorarlos.

### El mito bribri
En el mito bribri, la Tulevieja es un Itsö, un ser diabólico anterior al mundo indígena, de gran fuerza y que podía tomar varias formas. Itsö era el único con la fuerza suficiente para cargar la olla en la cual sería mezclado el chocolate con que se celebraría la fiesta en honor a la creación de los bribris, y por esto, exigió a Sibú (el máximo dios bribri) el derecho de comerse a los indígenas, succionándoles la carne y la sangre, a lo que Sibú tuvo que acceder. De este modo, Itsö realiza varias reencarnaciones a lo largo de las historias bribris, tomando la forma de diversos monstruos a los que deben enfrentarse los héroes indígenas de las historias. Debido a la gran fuerza sobrenatural de Itsö (personificación de las devastadoras fuerzas naturales de la montaña, la lluvia y los vientos), la única manera de protegerse de los bribris es mediante unos pedacitos de bejuco (tules) bendecidos especialmente por Sibú (nótese la relación entre el bejuco bendito de Sibú - el tule - como un escudo ante la fuerza de Itsö, con el uso del sombrero - tule - para protegerse del sol, el viento y la lluvia). En una de las versiones de esta leyenda, Itsö es finalmente asesinado por el dios del trueno Kíkilma por seducir y luego comerse a su esposa, quemándolo en un hueco con piedras encendidas, por lo que Itsö lanza grandes lamentos a la montaña. Kíkilma, para silenciarlo, lo acaba con un rayo. Sibú, compadecido de su llanto, transforma el ojo derecho de Itsö en un búho de tulevieja, y el izquierdo en una mariposa de alas anchas y ojos grandes. El canto ulular de la lechuza sería, pues, el grito lastimero de Itsö. En una tercera versión de la leyenda, es Sibú y no Kíkilma quien asesina a Itsö quemándolo en una hoguera, porque Itsö quería tener los mismos colores que Sibú (y por tanto, sus poderes), y además, deseaba comerse las semillas (dits`ö) que darían lugar a los bribris. Al igual que en el cuento de Kíkilma, de los ojos de Itsö surgen el búho de tulevieja y la mariposa.
Itsö también es el nombre genérico para los demonios en las leyendas bribris. Un itsö de nombre Míkuchake, mató a la esposa de S`ërk`ë y se robó a su hijo, hasta que S`ërk`ë logra matarlo. Otro itsö llamado Wíkela (palabra bribri para "abuelita") toma la forma de una vieja que come gente y persigue a los niños para comérselos. Los itsö también tienen el poder de transformarse en una gallina blanca agonizante que se aparece en las casas. Otro itsö tiene la forma de un hombre alto, de pelo enmarañado y rostro horrible, con el rostro demacrado y arrugado, y cubierto siempre de luciérnagas, al que todos le tenían miedo, por lo que se burlaban de él y éste, enfurecido, perseguía a los que le ofendían. Sibú, aconsejando a la gente que no le molestaran, les sugirió que le llamaran W`öke (esto es, "abuelo o viejo"). De este modo, W`öke habita en los montes, lanzando aullidos indescriptibles durante las noches, espantando a los cazadores nocturnos. Este sería el origen de la leyenda del Viejo del monte (o también, Dueño del Monte). De esta manera, Itsö espanta en la montaña, con su forma masculina (W`öke), como el Dueño del Monte, y en los ríos y los poblados con su forma femenina (Wíkela), como la Tulevieja.
Finalmente, itsö también era el nombre que los bribris daban a un espíritu que habitaba en las cataratas de los ríos, el cual tenía la particularidad de lanzar lastimosos alaridos (itsö es, de hecho, la palabra bribri para "llorona") cuando un niño iba a morir. Estos seres tenían la costumbre de perder a los niños, por lo que es posible que también tengan influencia en el origen de la leyenda de los duendes que pierden niños.
Se puede ver, finalmente, como el mito de Itsö sintetiza los aspectos más básicos de la leyenda de la Tulevieja: la presencia de los tules, la persecución de los niños que se burlan, los cantos lastimeros, su relación con los ríos, su tendencia al canibalismo, ya sea como una mujer vieja con patas de gallina que visita las casas para robarse (o comerse) las "semillas de los hombres" (los niños) o como un híbrido de mujer y ave de rapiña que devora a los hombres mismos.

## Versiones

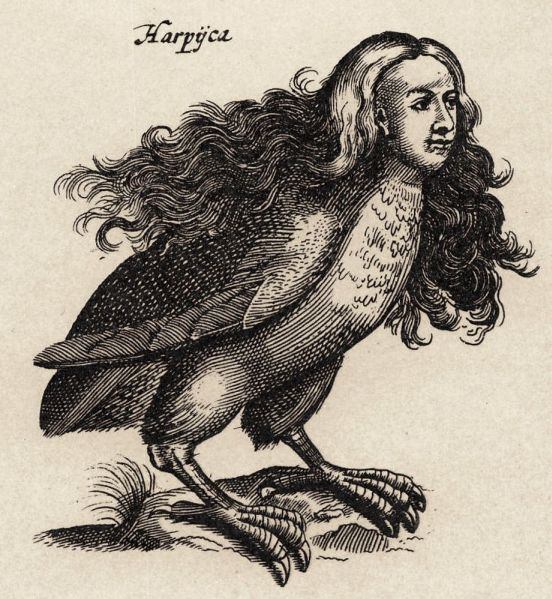
Criatura con cabeza de anciana y cuerpo de ave.

En la versión más conocida, su historia es paralela con el mito de la Llorona. En ella se dice que originalmente la Tulevieja fue una bella muchachita llamada María del Rosario, que siempre usaba un tule. La chica era muy joven e inexperta, por lo cual habría tenido un embarazo no deseado (que en Costa Rica antiguamente se denominaba en forma coloquial como pata e'banco (pata de banco)) con un hombre lujurioso que conoció en una fiesta, al cual no volvió a ver nunca más luego de confesarle que estaba embarazada. Se dice que la muchacha, huyó a la costa pacífica; y luego de parir al niño, lo dejó junto a su tule en un río, para que muriera de hambre. Sin embargo posteriormente se arrepentió, y regresó al río; pero ya el bebé se lo había llevado la corriente, encontrando solo su tule, y por ello se suicidó ahogándose en el río. Sin embargo, su alma no descanzó en paz y desde entonces, la Tulevieja suele ser encontrada deambulando sin rumbo, siempre con los senos hinchados y cargados de leche; llorando y buscando a su bebé con la esperanza de algún día encontrarlo; y así acabar con su maldición. Esto atemoriza a la gente, pues temen que pueda raptar a sus hijos, en algunas versiones por confundirlos con el suyo y en otras adrede. En otra versión, la joven era una mujer parrandera y bailadora, y no se arrepiente de matar a su hijo de hambre, pues ella quería continuar su vida libre como un ave, támpoco muere ahogada, sino de fiebre puerperal. Como consecuencia y castigo por sus pecados en vida, su alma en pena se transformó en lo que deseaba: un demonio con forma de ave, que, como venganza, se le aparece a los hombres lujuriosos con los senos descubiertos, invitándolos a acariciarla mientras baila. Pero la fiera tiene un hormiguero entre su pecho, y al tocarla, las hormigas zompopas infernales pican al hombre para anestesiarlo, momento en que la infeliz víctima solo alcanza observar como un monstruo con el rostro demacrado, alas como de murciélago, piernas de gavilán con grandes garras y pies invertidos, alza vuelo hacia él para atacarlo. 
En la versión josefina del mito, la Tulevieja sería una señora originaria de Desamparados, de edad mayor, que siempre portaba un deformado, negro y sucio tule, de la cual los niños se burlaban por su aspecto grotesco, y ella, en represalia, los perseguía con un palo en la mano para darles su merecido, algo que nunca lograba. Un día, el viento le robó el sombrero, el cual cayó en las turbulentas aguas del río Tiribí, arrastrándolo con la corriente. Al tratar desesperadamente de recuperarlo, una cabeza de agua la habría ahogado, y desde entonces, vaga por el cauce de este río con voz doliente y entrecortada, siendo el espanto de los niños que van a bañarse. Es posible que esta versión surgiera del deseo de los padres de evitar que sus hijos arriesgaran la vida entre las aguas de este caudaloso río, cumpliendo la Tulevieja un rol de asustador de niños, así como para que sirviera de moraleja de la pérdida de la vida por amor a los bienes materiales. También existe otra versión en el cual la Tulevieja cuando no está deambulando en los caminos, viviría en las aldeas disfrazada de una señora de edad avanzada y aspecto aterrador, con un rostro marcado por profundas arrugas y cicatrices, con una mirada fría y penetrante, y siempre vestida de negro; casi siempre acarreando una carga de leña. Se dice que a lo largo de los años, los niños de los poblados desaparecen inexplicablemente después de habérseles visto jugar cerca de la casa de una vieja con sombrero de tule, principalmente cuando la insultan con el apodo de Tulevieja (sin saber que es la verdadera). Posteriormente cuando por diversos motivos desaparece de una aldea para dirigirse a otra, en ocasiones se observaría al verdadero monstruo acarreando una carga de leña hacia su nuevo hogar.

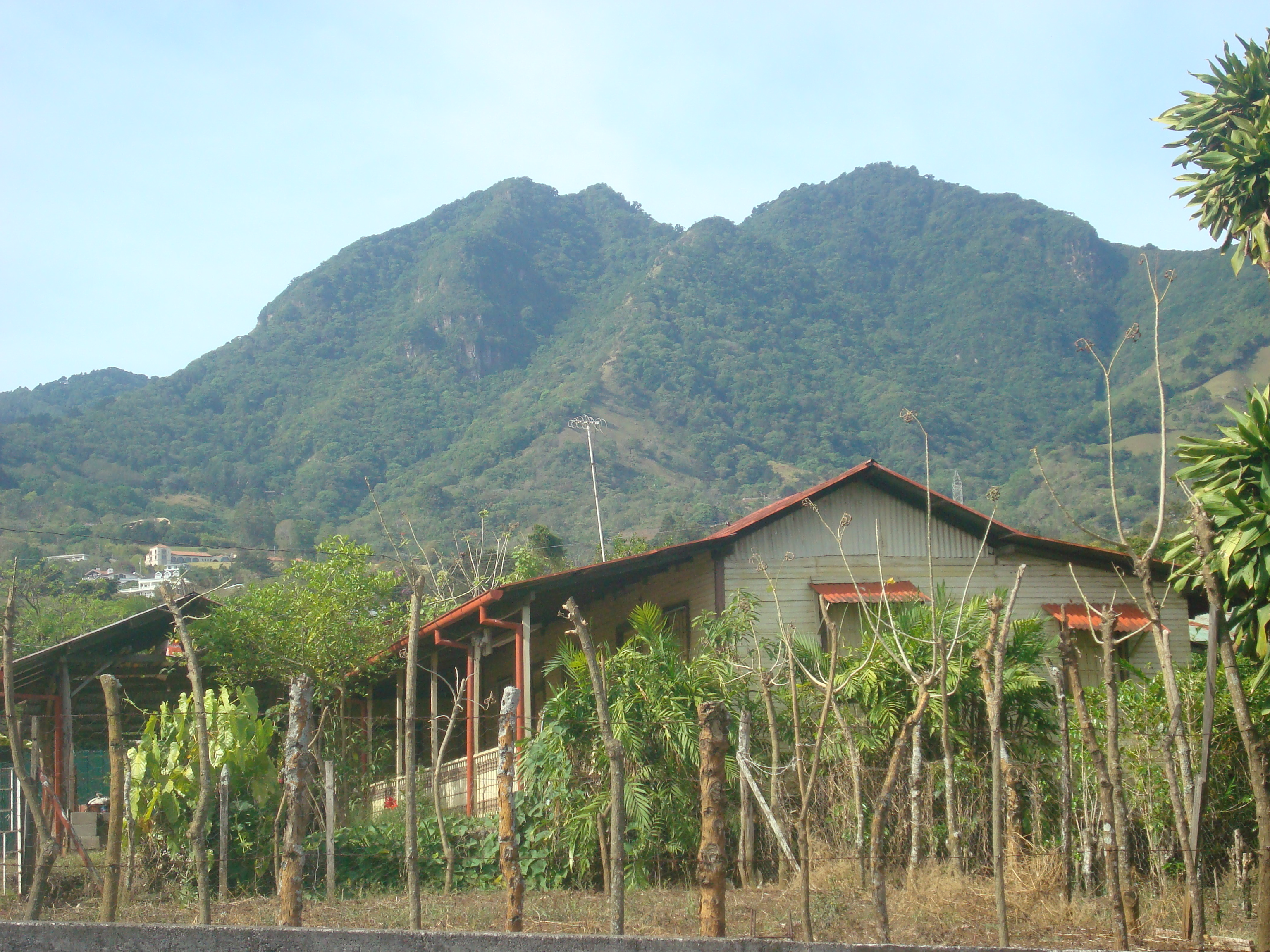
Cerro Pico Blanco en Escazú, uno de los lugares donde se dice vive la Tulevieja.

Tenemos la simpática versión escazuceña de la historia, donde se cuenta que hace muchos años para la víspera del santo patrono San Miguel Arcángel,  un hombre llamado Liborio Constantino de Jesús Fernández Delgado (apodado Tuto Yoyo) logró atrapar a la Tulevieja. A pesar de que esta poseía una fuerza diabólica, logró ser capturada por este personaje con el bejuco mágico de Yazú, y así, fácil la amarró y fácil la bajó desde la alta montaña  hasta su casa, y de allí a la iglesia, donde entraron sigilosamente por el ventanal más cercano al altar mayor, para que la 
Tulevieja celebrara a medianoche, un extraño ritual del mundo de los espantos. Después de eso, la Tulevieja saldría del templo como un ser más misterioso. El mismo día de la fiesta patronal,  Tuto Yoyo, feliz se burlaba del espanto deambulando con él,  amarrado por las principales calles de Escazú, bailando junto a la mascarada de Pedro Arias y al son de la cimarrona. Después de que el hombre dejó ir a Tulevieja, los recuerdos de esa proeza se desvanecieron misteriosamente de muchas personas, pero de otras no. Entonces Tuto Yoyo comprendió el hechizo que cayó sobre el pueblo después del anterior ritual misterioso: sólo sus verdaderos amigos y la gente de buen corazón podían recordar que él había vencido a la Tulevieja.
Finalmente, una versión panameña de la historia de la Tulivieja narra que, en los tiempos en que el mundo estaba poblado de espíritus que vivían con las gentes dejándose ver de ellas, uno encarnó en una muchacha hermosísima orgullo de su pueblo. Amaba la moza a un joven de su mismo lugar, y fruto de estos amores fue un niño a quien su madre ahogó para ocultar su falta. Dios castigó en el acto ese pecado tan grande, convirtiendo a la madre desnaturalizada en tulivieja, un monstruo horrendo que tiene por cara un colador de cuyos huecos salen pelos cerdosos y larguísimos. En lugar de manos tiene garras, el cuerpo de gato y patas de caballo. Condenada a buscar a su hijo hasta la consumación de los siglos, recorre sin cansarse jamás las orillas de los ríos, llamando sin cesar a su niño con un grito agudo parecido al de las aves y sin que nadie le conteste jamás. A veces recobra su primitiva forma. En la noche en que la luna brilla en el centro de los cielos, se baña en los ríos bella como un sol, pero con el más ligero ruido se convertía nuevamente en el ser monstruoso que es, para continuar por el mundo su eterna peregrinación. 
En otra versión de Panamá, es de Ngäbe-buglé donde le dicen Tepesa, donde se cuenta que un español enamoró a una mujer indígena de la comarca de Ngäbe-buglé y la abandonó al quedar embarazada. La india tenía el temor que su tribu se enterara de su falta, así que huyó a una montaña y llegando allí lo parió y lo tiró a un río (en otras versiones lo entierra vivo). Entonces Dios le habló desde lo más alto del cielo y la maldijo, diciéndole: “Ese pecado te pesa y te pesará y desde ahora llorarás para pagar tu culpa”. Y la mujer quedó transformada en un monstruo. Desde entonces La Tepesa o Tulivieja vaga llorando por los ríos o quebradas arrepentida por su pecado.

## La Tulevieja en expresiones culturales
En Costa Rica en 1996, el extinto canal Univisión Canal 2 presentó una miniserie televisiva sobre las leyendas costarricenses, llamada "Leyendas, las Vivencias", en la cual se incluyó la versión costarricense de la Tulevieja, con la actriz Marcela Ugalde en el papel principal.
En 2020, nuevamente en Costa Rica, el costarricense canal Sinart Trece Costa Rica Televisión presentó una serie animadas titulada "Leyendas tremendas", en la que un equipo y su abuela se enfrentarán a diversos personajes legendarios de Costa Rica, incluyendo a la Tulevieja.